# Las Ventas
La plaza de toros de Las Ventas de Madrid es el mayor coso taurino de España. Con  23 798 espectadores, es la tercera plaza de toros con más aforo del mundo, tras las de México y Valencia (Venezuela). También es la segunda más grande en cuanto al diámetro de su ruedo —61,5 m— tras la de Ronda.
Se encuentra en el número 237 de la calle de Alcalá, en el barrio de La Guindalera del distrito de Salamanca. La estación de metro más cercana es la de Ventas (línea 2 y línea 5). Se puede acceder desde la M-30 mediante el Puente de Ventas. Se puede visitar por dentro todos los días de 10 a 18 horas, en un recorrido que incluye el interior de la plaza y el Museo Taurino.
En junio de 2018 comenzaron las obras de reforma de la plaza para mejorar su seguridad y comodidad, sobre todo de cara a la celebración de espectáculos no taurinos, que conllevará la reducción de su aforo entre 2.000 y 2.500 localidades.

## Características
José Espelius es el autor de la plaza de toros de Las Ventas, proyectada en estilo neomudéjar e iniciada en 1919. A su muerte, diez años después, continuaría las obras Manuel Muñoz Monasterio hasta su conclusión en 1931. Es de estilo neomudéjar en ladrillo visto sobre una estructura metálica. La decoración se realizó a base de azulejo cerámico, obras del ceramista Alfonso Romero Mesa, en el que figuran los escudos de todas las provincias españolas y otros motivos ornamentales.
Fue inaugurada el 17 de junio de 1931, con el nombre de plaza de Las Ventas del Espíritu Santo, por ser el nombre de la zona en esa época, en una corrida a beneficio del paro obrero organizada por el alcalde de Madrid, Pedro Rico. Con lleno en los tendidos, participaron ocho matadores: Fortuna (hizo lo más destacado y dio una vuelta al ruedo), Marcial Lalanda, Nicanor Villalta, Fausto Barajas, Fuentes Bejarano, Vicente Barrera, Armillita Chico y Manolo Bienvenida. El toro que estrenó el ruedo era de la divisa de Juan Pedro Domecq, originaria del Duque de Veragua. Se da la circunstancia de que aún no se habían finalizado los accesos a la plaza, por lo que no volvió a celebrarse ninguna corrida hasta dos años después, en 1933, cuando hubo dos: la de las misses (en mayo), llamada así porque coincidió con un concurso femenino de belleza, y la de la Prensa. En la primera actuaron Villalta, El Estudiante y Maravilla (en junio), que cortó una oreja a cada toro de su lote. En la de los periodistas se celebró un mano a mano entre  Armillita Chico y Domingo Ortega, que lograron un trofeo por coleta.
Su inauguración definitiva el 21 de octubre de 1934, con Juan Belmonte, Marcial Lalanda y Joaquín Rodríguez Ortega (Cagancho) en el cartel. A partir del 21 de octubre de 1934, una vez cerrada la plaza de la carretera de Aragón, se empezaron a dar toros con continuidad en un mismo mes: «Tres espectáculos de final de temporada con dos orejas y rabo para Juan Belmonte, que alterna con Marcial Lalanda y Cagancho, también con los toros murubeños de Carmen de Federico. En la segunda de las corridas, Marcial logra el segundo rabo de la historia de la plaza», escribía en páginas del diario ABC José Luis Suárez-Guanes.

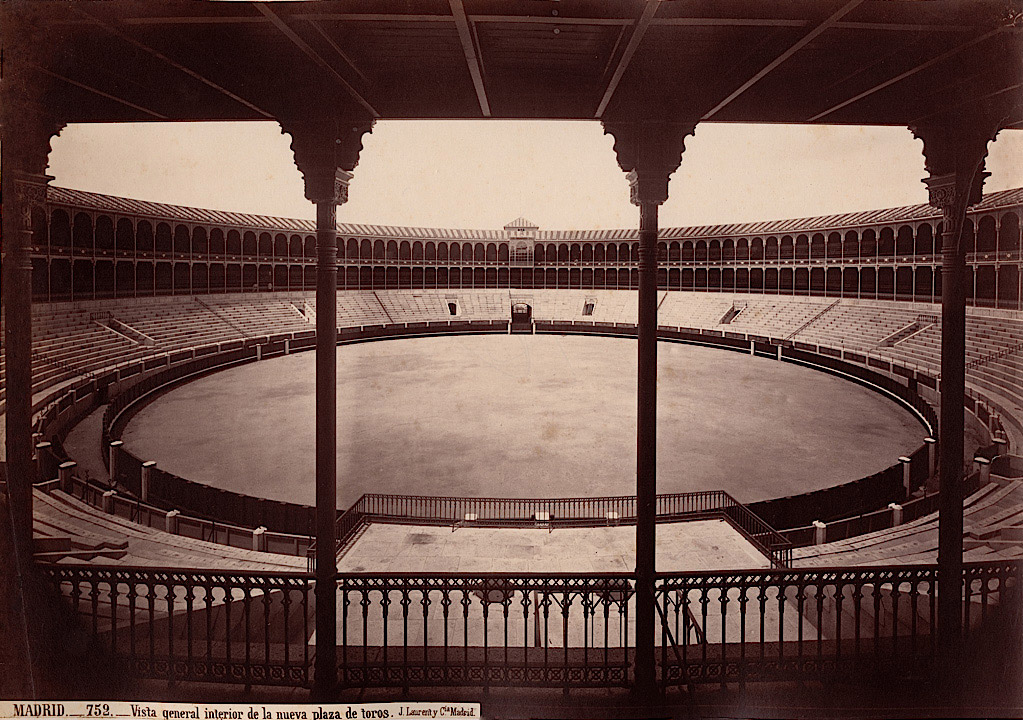
Plaza de los Toros, Madrid, par Juan Laurent, c. 1874, Department of Image Collections, National Gallery of Art Library, Washington D. C.

Tiene capacidad para 23 798 espectadores. El ruedo mide 61,5 metros de diámetro y el ancho del callejón es de 2,2 metros. Sus localidades se distribuyen en diez tendidos, divididos en tendido, grada y andanada. Los precios de las localidades varían dependiendo de si están al sol o a la sombra (más caras las segundas), y de su cercanía al ruedo en que se celebra la corrida.
La temporada de toros empieza en marzo y acaba en octubre. Tradicionalmente se celebran corridas todos los días durante la Feria de San Isidro, desde principios o mediados de mayo hasta el final de dicho mes, y cada domingo o festivo del resto de la temporada. También se celebra en los últimos días del mes de abril la Miniferia de la Comunidad de Madrid y una feria en otoño (durante dos fines de semana en octubre).Actualmente la Miniferia forma parte de la Feria de San Isidro, ampliando de esta manera la Feria. Los festejos empiezan entre las cinco y las siete de la tarde, según la época del año, y duran de dos a tres horas.
Desde 1951 se encuentra en las dependencias de la plaza el Museo Taurino, donde se expone una completa colección de objetos y enseres relacionados con la tauromaquia y la historia de la plaza. En 2015 se terminaron los trabajos de ampliación del mismo, que aumentaron y mejoraron su espacio expositivo, así como su biblioteca.

## Historia

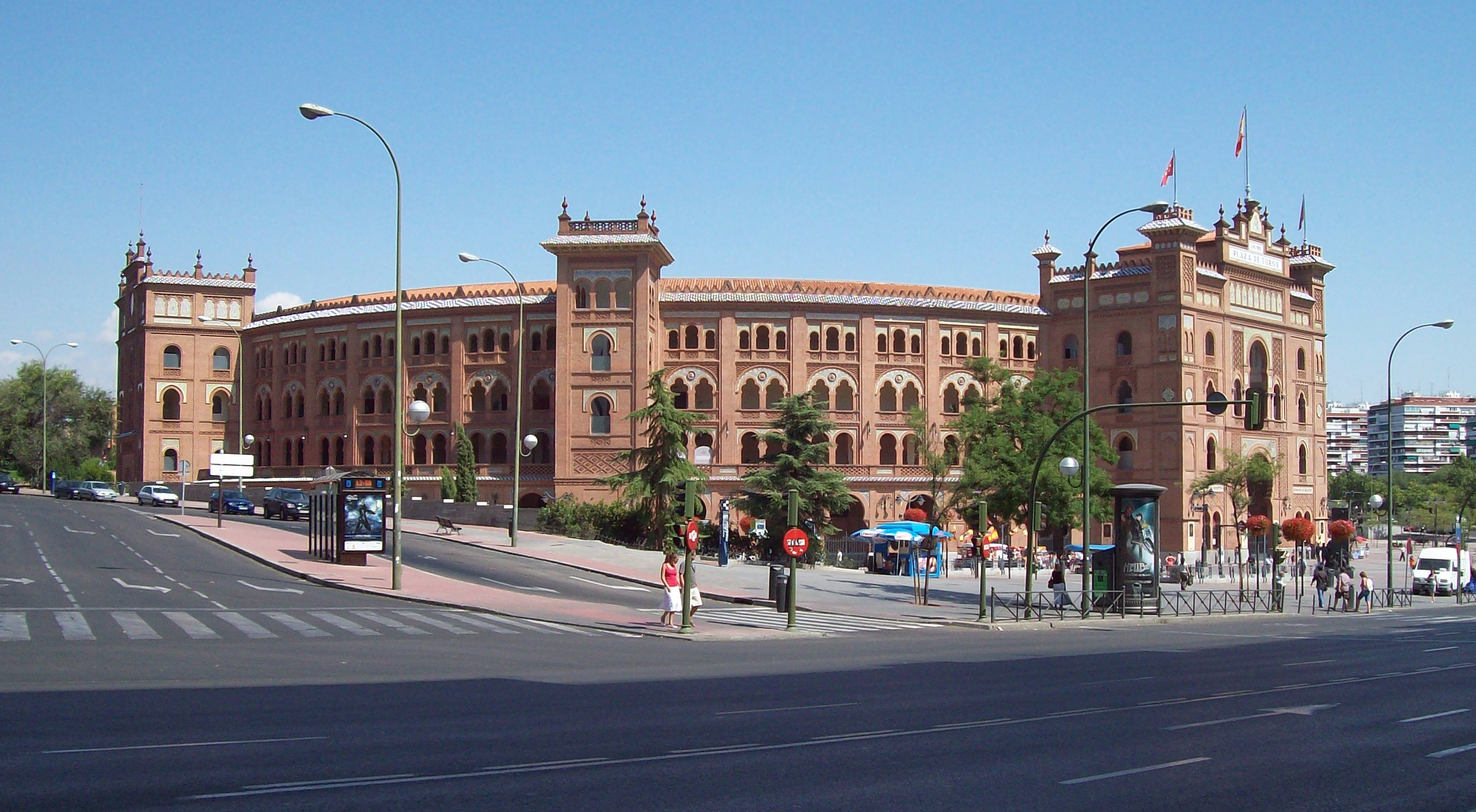
Vista de la Plaza desde la Calle de Alcalá.

Entre los años 1913 y 1920, el toreo adquiere tal auge en España que la plaza de toros de Madrid, construida en 1874 en la carretera de Aragón (actual calle de Alcalá, en las inmediaciones de la calle Goya) se queda pequeña. Fue José Gómez "Joselito", quien manifestó la conveniencia de construir una plaza de toros de mayor tamaño[cita requerida] , llamada monumental, que abriera el espectáculo a toda la ciudad y abaratara el precio de las entradas (téngase en cuenta que al no haber televisión, la única forma de ver un espectáculo taurino es acudiendo a la plaza). Hacia 1918 la Diputación Provincial, propietaria de la antigua plaza, accede a construir un nuevo coso. Es un amigo de Joselito, el arquitecto José Espelius, quien pone en marcha el proyecto.
La familia Jardón, también ganaderos de El Jaral de la Mira, cede unos terrenos a la Diputación Provincial de Madrid, en las llamadas Ventas del Espíritu Santo, con la condición de explotar el coso taurino durante cincuenta años. La propuesta es aceptada por la diputación el 12 de noviembre de 1920 y el 19 de marzo de 1922, se inician las obras. La construcción de la plaza costaría doce millones de pesetas de la época (cuatro y medio más de lo presupuestado) y sustituiría a la vieja plaza madrileña, en funcionamiento desde 1874. Las obras finalizaron en 1929 y dos años después, el 17 de junio de 1931, se celebra una corrida benéfica para inaugurarla.

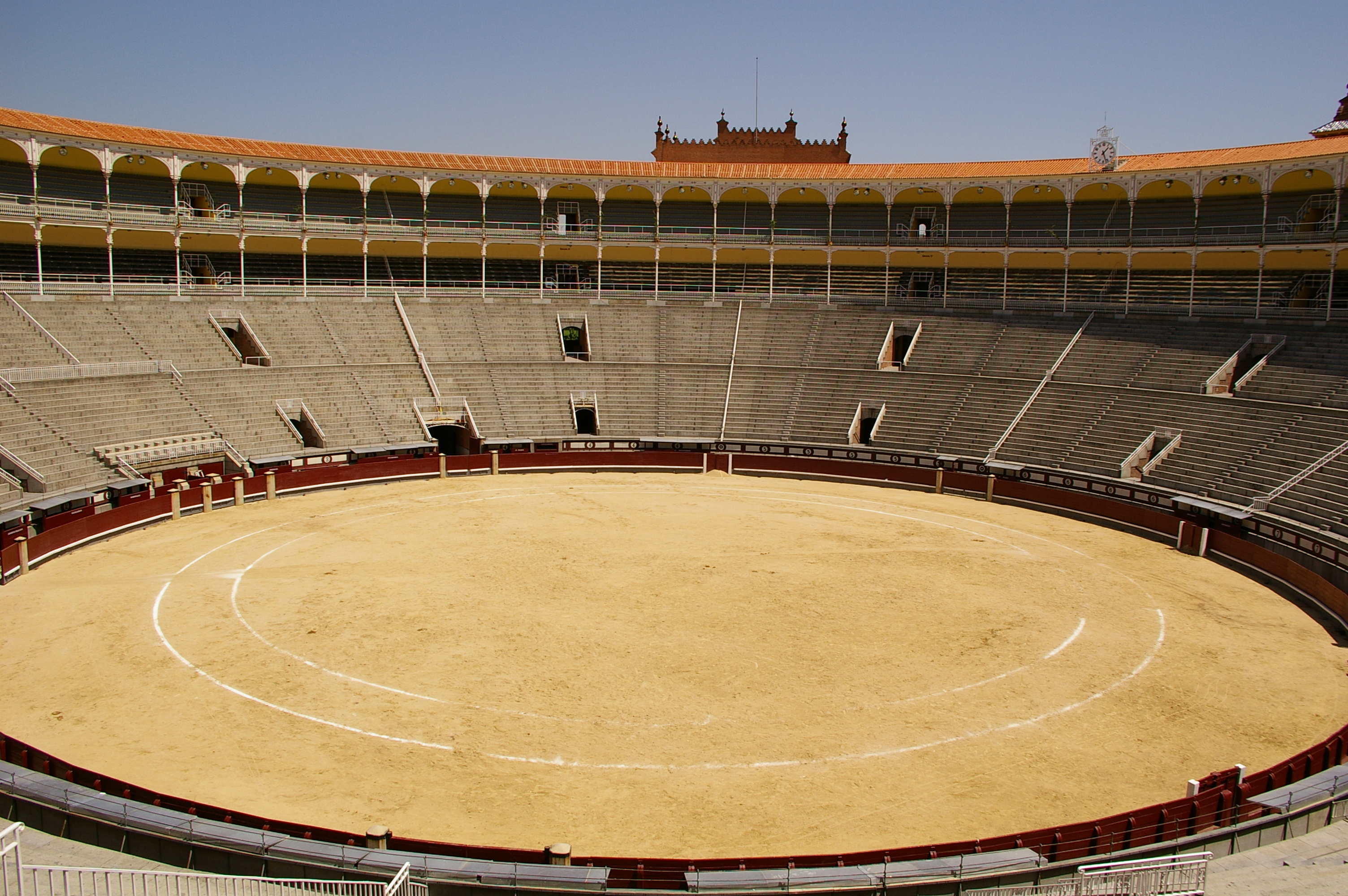
El ruedo de Las Ventas mide 61,5 metros de diámetro. Es uno de los más amplios del mundo.

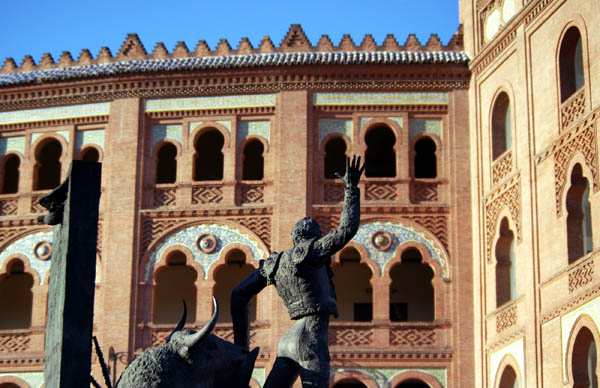
Plaza de toros de Las Ventas y estatua a José Cubero El Yiyo

Sin embargo, con este festejo se constató que los alrededores de la plaza no estaban aún preparados para albergar espectáculos de esta magnitud. La plaza se ubicaba en uno de los peores barrios del Madrid de aquella época, el de Las Ventas del Espíritu Santo. Por allí pasaban los cortejos fúnebres que se encaminaban al cementerio próximo, allí abrevaban las mulas y los caballos y allí se encontraba también un foco de chabolismo y población marginal. Además los terrenos, por su especial situación junto al arroyo Abroñigal, eran difíciles de desmontar. En consecuencia, se reanudaron los trabajos de acondicionamiento hasta que, el 21 de octubre de 1934, con toros de la ganadería de Carmen de Federico (heredera directa de la de Murube) fue inaugurada de manera definitiva: Belmonte estrenó la nueva plaza con el toro «Cerrojito» y esa misma tarde el Pasmo de Triana cortó también el primer rabo en la historia de Las Ventas al toro «Desertor». 
En 1935 se desarrolló la primera temporada completa con toda normalidad. La guerra civil hace que se interrumpa la temporada taurina. La guerra convierte al coso en una inmensa huerta durante 34 meses. En abril de 1939 el régimen franquista utilizará la plaza como campo de concentración para albergar la gran cantidad de prisioneros republicanos al terminar la guerra. No se reanudarían las actividades taurinas hasta el 24 de mayo de 1939, con la Corrida de La Victoria. En dicho festejo hubo un enfrentamiento entre los aficionados, unos partidarios de Domingo Ortega y otros de Marcial Lalanda, a consecuencia de las discrepancias con la banda de música que tocaba durante la faena de Lalanda y callaba con la de Ortega. Ante el alboroto el presidente de la plaza ordenó a la banda que no tocase en todo el festejo.  Por costumbre no se oye música en Las Ventas aludiendo a la seriedad de la plaza de Madrid. La única excepción fue durante la faena de Bienvenida del 16 de noviembre de 1966,  al sexto toro —toreó en solitario— cuya lidia y muerte del toro se la brindó a su hermano, con el permiso de la presidencia la banda sonó durante la faena del torero.

### Feria de San Isidro
El hecho más relevante en la vida de la plaza tiene lugar en 1947, cuando Livinio Stuyck crea la Feria de San Isidro creando un abono que agrupó las corridas de toros  celebradas en el mes de mayo, que supuso un revulsivo para la Monumental de Las Ventas.
Tras más de una década de explotación del inmueble, propiedad de la Comunidad de Madrid, por parte de los hermanos Lozano con las empresas Toresma y Toresma2, en 2005 obtuvo la concesión de la plaza la empresa Taurovent con José Antonio Martínez Uranga "Choperita" al frente. De igual manera a finales del 2006 y por motivos ajenos al mundo del toro se volvió a sacar el pliego de condiciones para la adjudicación de la plaza que ganó la empresa Taurodelta cuyos gerentes son José Antonio Martínez Uranga junto con su esposa e hijos. En 2016 la gestión de la plaza quedó en manos de la Unión Temporal de Empresas (UTE) formada por Simón Casas y la empresa Nautalia Viajes por un periodo de cuatro años.

### Otros acontecimientos
El 2 de junio de 2006, en la penúltima corrida de feria de San Isidro, los diestros que toreaban aquel día, Javier Conde, Uceda Leal y Andrés Palacios, portaron brazalete negro en señal de luto por la muerte de Rocío Jurado, mujer del maestro Ortega Cano, acaecida el día anterior. La plaza entera guardó un minuto de silencio tras el paseíllo.

### Cubierta de la plaza
El 25 de enero de 2013 se comenzó a instalar una cubierta desmontable en la plaza, pensada para facilitar el desarrollo de los festivales musicales y deportivos y como prueba ante la posibilidad de instalar una cubierta permanente. Sin embargo, no soportó las pruebas de carga y se desmoronó sobre la plaza, sin causar víctimas. A consecuencia del incidente, el Ayuntamiento revocó la autorización para instalar dicha cubierta.

## En la cultura popular

### En la música
- Manuel Lillo compuso el pasodoble taurino 'Plaza de las Ventas' dedicado a este coso madrileño.[20]
- Aparece mencionada en la canción 'Antoñete' de El Fary, dedicada a dicho torero madrileño.

### En el cine
- La plaza de las Ventas es el escenario principal de la película Tarde de toros (1956) dirigida por Ladislao Vajda y que fue seleccionada para mejor película extranjera en la 29.ª edición de los Premios Óscar.[21]